# Selacofobia

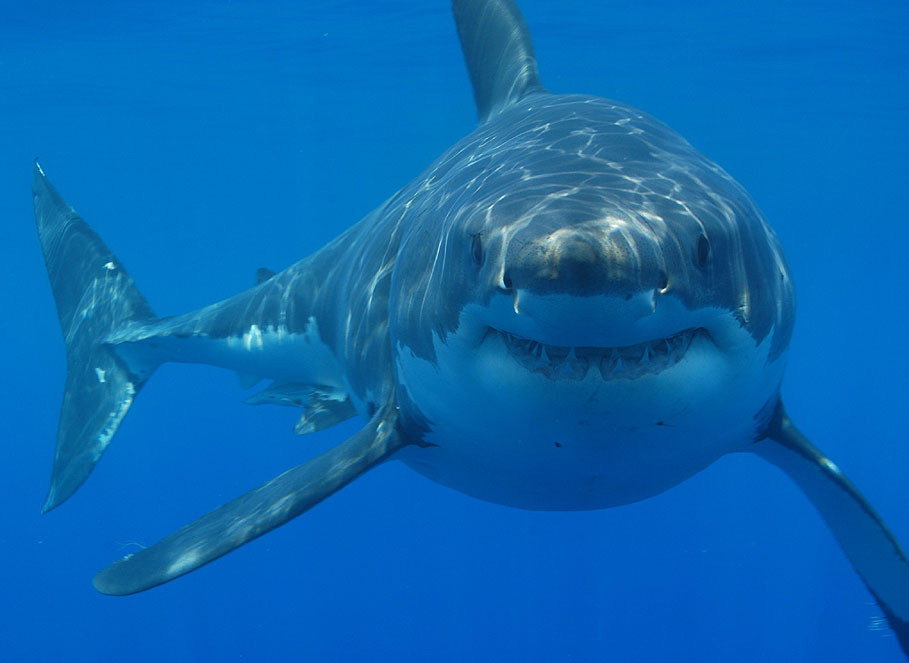
Tubarão-branco

Selacofobia é o medo anormalmente alto de tubarões. As pessoas que têm selacofobia geralmente apresentam ansiedade, juntamente com batimentos cardíacos elevados, respiração curta, tremores, tristeza, desesperança, náusea, tontura, desmaios, medo da morte e suor quando estão perto de tubarões. O medo dos tubarões pode derivar da mídia retratando os tubarões como monstros cruéis, como o filme Tubarão de 1975, Do Fundo do Mar de 1999 e Maré Negra de 2012. O medo também pode ser amplificado com a aparência física, como dentes e olhos.